# Вусач-коренеїд елегантний
Вусач-коренеїд елегантний (лат. Dorcadion elegans Kraatz, 1873 = Pedestredorcadion elegans (Kraatz, 1873)) — вид жуків-вусачів з підродини ляміїн, роду коренеїдів.

## Поширення
Вид поширений в Росії, Казахстані та Україні.

## Опис
Жук довжиною від 8,5 до 11,5 мм. Смуги надкрил з помітними точками в основний половині.

## Екологія
Зустрічається в степах.